# Conosema apicebrunnea
Conosema apicebrunnea là một loài bướm đêm trong họ Noctuidae.